# Transjöarna
Transjöarna är en sjö i Hudiksvalls kommun i Hälsingland och ingår i Harmångersån-Delångersåns kustområde. Sjön har en area på 0,0477 kvadratkilometer och ligger 6,3 meter över havet.

## Delavrinningsområde
Transjöarna ingår i det delavrinningsområde (685447-157991) som SMHI kallar för Utloppet av Övre Kimtjärnen. Medelhöjden är 8 meter över havet och ytan är 6,37 kvadratkilometer. Räknas de 31 avrinningsområdena uppströms in blir den ackumulerade arean 123,36 kvadratkilometer. Avrinningsområdets utflöde Sunnån (Viaån) mynnar i havet. Avrinningsområdet består mestadels av skog (64 procent). Avrinningsområdet har 1,58 kvadratkilometer vattenytor vilket ger det en sjöprocent på 24,9 procent.